# エル・アンド・ジー
株式会社エル・アンド・ジー (L&G Co.,Ltd.) は、東京都新宿区に本社を置いていた健康食品販売会社。高齢者を狙った被害総額1,280億円の詐欺事件を起こし、世間を騒がせた。
その商法は一般的なマルチ商法やねずみ講と変わらないが、普及期を迎えつつあった電子マネーを用いた点や、有名人を広告塔に起用した点に特徴がある。全国各地で販売会やコンサートを行い、悪質商法史上最高額となる2千数百億円を集めた。
創業者の波和二は2012年に懲役18年の実刑判決を受けた。

## 概要
商号の由来は「Ladies & Gentlemen」を略したもの。1987年8月18日に、健康寝具・健康用品・栄養補助食品の販売等を目的として資本金2,000万円で設立された。2001年から高金利をうたって投資商品を販売、約5万人の会員から1,280億円を集めた。
信頼獲得のために実態のない会社を次々と設立し、エル・アンド・ジーグループを形成したが、役員は「前科者の一大集団」であり「『マルチの元祖』の会長を頂点に、過去のノウハウを持ち寄った悪質商法のデパート」と称された。
会長の波は「ノザック」社で社長を務めていた1978年に詐欺で逮捕され実刑判決を受けたが、同時に逮捕された社員A、Bが役員として在籍していた。また、同グループ社長のCは健康商品、総務・業務本部長Dはステンレス鍋を販売するマルチ商法の会社の幹部、役員Eは「経済革命倶楽部」社長時代に詐欺容疑で逮捕された前歴をもつ。さらには健康食品会社「リッチランド」の会長に転身、約500億円を集めて2007年1月に詐欺で逮捕された元社長を筆頭に、別の会社でマルチ商法を手掛けて逮捕される元幹部も多かった。

## 沿革
- 1987年8月 - 波和二が設立。
- 1989年10月 - 布団「バイオゴールド」発売。10年で15万セットを売り上げた。
- 1993年5月 - 東京都渋谷区から新宿区に本社を移転。
- 1996年ごろ - 歌手の細川たかしが全国大会やコンサートに出場するようになる[13]。
- 2001年 - 投資商品の取り扱い開始[14]。
- 2004年 - 電子マネー円天の取り扱い開始[15]。このころ、会員勧誘のためのコンサート事業を始めた。
- 2005年ごろ - 各地での販売会「円天市場」が評判となり会員が急増[16]。
- 2005年6月 - NPO法人あかり研究所を設立。
- 2006年2月 - 東京銀座2丁目に「円天市場GINZA」をオープン。
- 2007年1月 - 会員に「現金配当を円天に切り替える」「2008年2月まで解約に応じない」と通知。
- 2007年2月 - 現金配当を停止。
- 2007年4月 - 静岡県の会員が返金を求めて静岡地裁に提訴[17]。
- 2007年9月20日 - 役員以外の全社員を解雇[18]。
- 2007年10月1日 - 東京都が立ち入り調査を実施。
- 2007年10月3日 - 出資法違反容疑で強制捜査を受ける。
- 2007年10月10日 - 波和二が「元金円天市場」なる新たな市場を設立し、さらに資金集めを行っていることが判明。
- 2007年10月31日 - 会員11人がエル・アンド・ジーと波和二に対して破産の申し立てをする。
- 2007年11月26日 - 東京地方裁判所により破産手続開始決定[19]。負債総額は880億円[19]。
- 2008年1月10日 - 東京地方裁判所により波和二個人の破産手続開始決定。
- 2009年2月3日 - 警視庁が詐欺の容疑で波和二ら22人[20][注 1]の逮捕状を請求。
- 2009年2月5日 - 詐欺の容疑で波和二が警視庁に逮捕される。
- 2009年2月26日 - 波和二ら22人が組織犯罪処罰法違反（組織的詐欺）で再逮捕される。
- 2010年3月18日 - 東京地裁が波和二に対し組織犯罪処罰法違反（組織的詐欺）で懲役18年の実刑判決を下したが、弁護側は東京高裁に即日控訴した。
- 2011年2月23日 - 控訴棄却。弁護側は判決を不服として最高裁に上告した。
- 2012年1月10日 - 上告棄却。懲役18年の実刑判決が確定した[21]。
- 2015年9月2日 - 破産手続きが終結し、法人が消滅した。

## 投資詐欺

### 商品
「1口100万円の協力金を預けて会員になれば3か月ごとに9万円の配当を支払う」「1年後の満期には元本を返金する」とうたい、投資商品を販売した。「円天受取保証金」は出資金と同額の電子マネー・円天を支給、これが「使っても減らないお金」と口コミで人気になり、3年あまりで約5万人の会員を集めた。会員は全国で開催される「円天市場」やウェブサイトで日用品などを購入することができた。
投資商品の内容は以下の通りである。

### 洗脳の手法
「1口100万円の協力金を預けて会員になれば3か月ごとに9万円の配当を支払う」というのは年利36%を意味し、普通では信用されないが、最初は約束通り支払いがなされること、電子マネーという目新しさ、さらには学者講演やコンサートを頻繁に行うことにより集団の熱狂・陶酔感が生まれ、会員を信用させることに成功した。会長の波自身もその話術とカリスマ性を武器に「マルチ界の教祖」と称され、波が販売会場に現れると「神のように崇められた」とされる。同社が一斉捜索されてもなお妄信を続ける「信者」が多く、被害対策弁護団の弁護士が驚いたほどである。
また、会員は出資額や勧誘人数によるピラミッド構造となっており、会員をランク付けすることで競争心を煽っていた。
1. グランドアーク（GA、勧誘実績330人以上）
2. ダイヤモンドアーク（DA）
3. プレジデントアーク（PA）
4. アーク（A、同10人以上）
5. ブランチ（B、同4人以上）
6. コム（C、同3人以下）

GAには自身が勧誘した会員からの出資額の4％のほか、毎月100万円の手当を支給、昇格者は会報誌にて顔写真付きで表彰された。

### 経緯
2001年から投資商品の取り扱いを始めた。連日のように全国各地のホテルで説明会を実施、出席者の多くは50代から70代で、女性が多かったとされる。投資商品の売上は1,280億円にのぼったが、このうち約30億円が講演会やコンサートの開催費用に充てられ、約20億円は波が個人的に使用、売上を配当に充てる自転車操業の末にシステムが破綻した。
1円につき1円天が支給された円天も、2006年7月にはシャンプー500ミリリットル2本で6,000円天、ミネラルウォーター2リットル12本で16,000円天とインフレが進んでいった。2007年1月には配当が支払えなくなり、2月より配当を日本円から円天に切り替え、9月には円天での配当も停止し、従業員の大半を解雇した。各地で販売会「円天市場」や「あかりコンサート」（後述）を開催したことで被害は全国に広がり、10月から北海道・東北・九州で被害対策弁護団の説明会が行われた。弁護団による被害者アンケートでは「イベントに芸能人が出演して勧誘したため入会した」という声が多かった。
2007年10月3日、警視庁および宮城・福島県警察の合同捜査本部は、出資法違反（預かり金の禁止）容疑で同社を一斉捜索し、会社や会長自宅など全国60か所を家宅捜索した。同法の刑罰は3年以下の懲役もしくは300万円以下の罰金と、被害規模に対し軽微であるため、詐欺罪（10年以下の懲役）、組織的詐欺罪（1年以上20年以下の懲役）での立件を視野に警視庁が捜査を進めると報じられた。
2009年2月5日、波と21人の幹部が組織犯罪法違反の容疑で逮捕された。2010年2月8日に東京地裁で波の公判が開かれ、検察側は「他に類を見ない空前の大規模詐欺」「返済の見込みがないのに、（独自通貨の）『円天』制度を大々的に宣伝し、収益があるように信じ込ませた。有名歌手を呼んで無料イベントを行うなどして、返済能力があるように被害者らを信じ込ませた」と指摘して懲役18年を求刑した。3月18日、求刑通り懲役18年の実刑判決が下された。波側はこれを不服として控訴・上告したが、ともに棄却され、2012年1月10日に懲役18年の実刑が確定した。
被害額は1,280億円に上り、豊田商事事件（2,025億円）、八葉グループ事件（1,549億円）に次ぐ大規模な詐欺事件となったが、弁護団が回収できた金額は約4億円に留まっている。

## 有名人を広告塔に起用
会員の募集や会社の信用を高める目的で、以下の演歌歌手・タレントを招き、月10回にわたって無料コンサートを行った。開演前に円天の仕組みなどを紹介、有名歌手が「今後とも円天をよろしくお願いします」と言うことで観客を信用させていた。被害対策弁護団はこれらの出演者に対しても損害賠償を請求する方針を発表した。当初関与が公表された芸能人は以下の23人であった。
- 北原ミレイ
- キム・ヨンジャ
- 桂銀淑
- 研ナオコ
- 伍代夏子
- 小林旭
- 香西かおり
- 坂本冬美
- 島倉千代子
- 瀬川瑛子
- 千昌夫
- 平浩二
- 中村美律子
- 長山洋子
- 錦野旦
- 日野美歌
- 藤あや子
- 細川たかし
- 松方弘樹
- 松崎しげる
- 美川憲一
- 三田明
- 八代亜紀

細川たかしは1回のギャラ1,200万円で50回以上出演、年2回の全国大会には毎回ゲスト出演し、会社のDVDやカタログにも登場していた。さらには歌手を紹介することで彼らの出演料の一部を紹介料としてピンハネした。
被害対策弁護団は2007年12月12日、同社に加担したタレント、以下30人に出演回数・出演料・その他当時の状況を問う照会書を送付。細川への照会書では「知名度や社会的信用が高い貴殿が多数回コンサートに出演すること自体、Ｌ＆Ｇに対する信用を増大し、結果的に詐欺行為を隠ぺい・助長することにつながったことは疑うべくもない」と指摘した。
- 細川たかし
- 藤あや子
- 松方弘樹
- 長山洋子
- 美川憲一
- キム・ヨンジャ
- 中村美律子
- 伍代夏子
- 八代亜紀
- 清水アキラ
- 栗田貫一
- 瀬川瑛子
- 香西かおり
- 研ナオコ
- 山本譲二
- 日野美歌
- 島倉千代子
- 錦野旦
- 水前寺清子
- 坂本冬美
- コージー冨田
- まねだ聖子
- なかもり
- 一木ひろし
- 三田明
- 平浩二
- 北原ミレイ
- 高田恭子
- 松崎しげる
- 小林旭

弁護団は照会書をもとに責任の有無を検討するはずであったが、細川ほか13人はこれを無視、翌2008年4月1日に催告照会書が送付された。未回答のタレントは以下の14人である。
- 細川たかし
- 藤あや子
- 松方弘樹
- 長山洋子
- 美川憲一
- キム・ヨンジャ
- 中村美律子
- 伍代夏子
- 香西かおり
- 研ナオコ
- 日野美歌
- 錦野旦
- 坂本冬美
- 松崎しげる

結局、上記のうち再度の照会書請求に応じたのは松崎しげる1人だけであった。弁護団は被害者への違法収益返還の取り組みも行っていたが、返還を希望したのはものまねタレント1人のみである。
細川は以下の謝罪コメントを発表し（年明けに削除）、同年の第58回NHK紅白歌合戦の出場を辞退した。これに対し弁護士の紀藤正樹は「まず世間にではなく、直接のＬ＆Ｇの被害者に謝罪し、そしてＬ＆Ｇから受けた金銭や便益を被害者に返すべきだろう」「誰に謝っているのかが不明で、“広告塔”として果たした役割を過小評価している」と非難した。
2008年5月、弁護団は「新たな会員の参加や既存会員の出資を促進した」として細川に損害賠償請求訴訟を起こした。本件について細川の事務所は「お答えできることはありません」と回答、2009年2月時点で弁護団への回答書も提出していない。
また、プロレスラーの坂口征二は自身が代表を務める道場のTシャツにエル・アンド・ジーのロゴを入れて配布していた。坂口は同社に後輩の木村健悟を紹介し、木村は関連会社「円天興行」の社長を務めた。森山雅美（慶應義塾大学医学部元准教授）は同社の講演に出席、波の結婚式では金田正一が仲人を務めた。

### 「あかりコンサート」詳細
同社は「無料イベント・コンサートへの招待」を第一の売り文句として会員を募り、高齢者に人気のある演歌歌手の無料コンサート（あかりコンサート）が有力な会員獲得手段となった。
広告には「もちろん円天市場も同時開催」という言葉を明記、歌手の出演前に同社の活動内容を紹介する映像を流し円天の仕組みを説明、寝具を絶賛した細川たかしをはじめとして、出演歌手は同社の活動に言及していたとされる。細川は10年以上にわたってコンサートに出演、コンサートで波を「おやじ」と呼ぶなどして親密さを強調、「たくさん世話になっている」と称賛し「Ｌ＆Ｇのおかげでたくさんお金が入っていいですね」などと発言して事業に肯定的な言動をとり続けた。円天市場では着物や法被が販売されていたが、細川はステージでこれを着用して見せた。
メディアでは細川1人が取りざたされたが、同コンサート最多出演は藤あや子で、細川が負のイメージを被ることでほかの歌手に恩を売ったとも言われた。2006年に2回出演した瀬川瑛子は「もっと出ている人がいるのに名前が出るのは心外」と述べた。長山洋子の事務所は「昨年の古い話で、出演の事実はわかりません」と答えたが、実際はその年に出演しており、エル・アンド・ジーの公式サイトにも長山の写真が大きく掲載されていた。2006年7月から11月までの5か月間での出演回数上位は下記の通りである。
|   | 歌手           | 回数 | 開催会場 |
| - | -------------- | ---- | --- |
| 1 | 藤あや子       | 7回  | 新宿文化センター、松山市民会館、沖縄コンベンションセンター、長野市民会館、ビッグパレットふくしま、札幌市民会館、山形国際ホテル |
| 2 | 細川たかし     | 4回  | ビッグパレットふくしま、富山県民会館、静岡市民文化会館、サンライズ杷木                                                         |
| 2 | 伍代夏子       | 4回  | 福岡国際センター、神戸ポートアイランドホール、日本青年館、城山観光ホテル                                                       |
| 2 | 千昌夫         | 4回  | ウェルシティ札幌、神戸ポートアイランドホール、高岡市民会館、城山観光ホテル                                                     |
| 5 | 山本譲二       | 3回  | 赤坂プリンスホテル、長野市民会館、グランドホテル浜松                                                                           |
| 5 | 美川憲一       | 3回  | 鹿児島市民文化ホール、名古屋国際会議場、堺市民会館                                                                             |
| 5 | キム・ヨンジャ | 3回  | 周南市文化会館、野々市町文化会館、河内長野市立文化会館                                                                         |

円天市場の開催により観客は紙袋を提げて帰ることになるが、演歌のコンサートは歌手が客席に降りて握手してまわったり、出待ちのファンに話しかけたりするなど観客との距離が近い（氷川きよしクラスであっても出待ち対応を行う）。弁護団事務局長の田中博尊は細川に対し「あれだけ多くのイベントに出演していれば、どういう会社なのかということは容易に推測できたはず」と断じた。

## キャバクラ嬢の社員登用
2003年7月、関連会社「ロイヤリティ・コスモ」を設立。六本木のキャバクラで波が気に入った20歳前後の女性20人から30人をスカウトし、社員にしていた。彼女たちは「コスモガール」と呼ばれ、渋谷区代官山や港区西麻布などにあるマンションを社宅として無料で使用した。コスモガールは一律月給30万円、波から人生を学ぶ「生徒」であるとされ、会員向けイベントの受付、飲み会への同席と業務内容は限られていた。コスモガールにはタレント志望の者や波と結婚した者もおり、毎月1,500万円程度の金が彼女たちに使われていた。

## その他の商品
投資商品以外に健康用品などを取り扱っていた。
「バイオ製品」
- バイオゴールド

布団。バイオと遠赤外線でマイクロコスモ（生物的小宇宙）を形成し、人体の発する悪玉菌を分解して、寝ている間に免疫力を高めるとされた。微生物が生きた商品であるため、時折水を掛けることを推奨していた。シングル37万8,000円、セミダブル47万2,500円、ダブル50万4,000円。投資商品を取り扱う以前の主力商品であった。
- ミニBG（バイオゴールド） - 座布団サイズの敷きパッド。3万9,900円。
- ローリングマット

バイオゴールドと同様の効果が期待できるマット。65×140センチメートルで9万9,000円天。
- バイオ423

有機肥料の原料。顔や食べ物に吹きかけることでアンチエイジング効果があるとうたわれた。絨毯の下に敷き詰めることにより空気を清浄するとされ、デパートやホテルへの設置を目指していた。
- バイオ酵素

300ミリリットル3本で6万3,000円。血液をサラサラにし、肝臓に活力をもたらすとされた。波のブログによれば万病に効く「ワクチン飲料(?)」。
- LGバイオコラーゲン - 予防医学効果がうたわれたサプリメント。
- バイオリボン

善玉菌を繊維に閉じ込め、抗菌・消臭・鮮度維持効果があるとされた。花瓶の底に入れても良い。10本2万1,000円。
- バイオマジック

423種類の善玉菌が肩や腰に働きかけて痛みを緩和するとされた。50袋10万5,000円。
食品
- アポイダンU - がん細胞消滅効果がうたわれたドリンク。
- バイオ水 - 販売価格3万円程度の水。
- 還元水 - 10万800円天の飲料水。
- L&G プロデフェンシン - 抗ウイルス性サプリメント。2グラム60袋3万円天。
- 自然免疫 - アミノ酸サプリメント。
- あかり米 - 合鴨農法で生産された米。

化粧品（EX SERIES）
- L&G CRYSTAL EX - 産官学共同開発のシミ取り美白クリーム。9ミリリットル2万9,400円。
- ホワイトEXクリーム - 35グラム5万2,500円。

家電
- アクアデルタⅡ - 還元水を生成する「医療用器具」。38万6,400円。
- バイオレナード

家庭用マイナスイオン発生器機。滝や森の周辺などよりもマイナスイオンの発生量が多い。
その他
- LGバイタル

ゴールド・シルバー2色展開の磁気ブレスレット。血液をサラサラにする効果がうたわれた。各4万7,250円。
- トーマスパウダー

汚泥・ヘドロ・産業廃棄物などあらゆるものを建築建材に作りかえることのできる「夢のセメント」。
- インテークマジック

エンジンのエアクリーナーボックスに貼ることで9%から30%燃費を向上させ、排気ガスを無害化するとされた。
- エコ・フュール・エンジン

乗用車・バイク・石油ストーブなどの燃費を12%から30%向上させるという助燃剤。
- 有害電磁波防止変換機

携帯電話などに貼って有害電波を遠赤外線に変換するというシール。2枚セットで9,680円。
- 湯河原のゆ - 入浴剤。1リットル3万1,500円天。
- ヘルススプリング - 家庭用風呂を「アルカリ（ラジウム）の湯」に変える。2万円。
- 電磁波を遮断するテープ

## 関連会社
18の関連会社があったが、そのうち11社は活動実態がほとんどなかった。
活動実態のあった会社
- 株式会社エル・アンド・ジーあかり - 投資商品「あかり価格」の取扱い[90]
- NPO法人 あかり研究所 - コンサートや講演会の開催[91]
- 株式会社円天興行

あかり研究所がNPO法人であるにもかかわらずコンサートなどの営利事業を行っていることが問題視され、円天興行がコンサート開催の一部を担うようになった。
- デジタルウェーブ株式会社 - DVD制作、説明会運営[90]
- 日本アーク協会株式会社 - 円天の発行[90]
- 株式会社エス・アール・オー・エリート - あかり価格のシステム開発[90]
- 日本ツナバイト株式会社

活動実態のなかった会社
- 株式会社バイオ・ライフ - 土壌改良などのバイオ商品の販売[11]
- 株式会社バイオ・サイエンス
- 株式会社トーマス
- エル・アンド・ジープラント株式会社
- 株式会社エル・アンド・ジー出版
- 株式会社エスアール・ユニオン - 市場調査担当[91]
- 自然免疫研究所
- 株式会社ウェーブランド
- グッド・フォーチュン - リラグゼーションサロン経営[91]
- 株式会社ロイヤリティ・コスモ - コスモガールの雇用
- L&G KOREA - 波の元妻が社長を務めた[92]韓国法人[11]。2006年12月に「韓国でウォン天事業を始める」と予告していた（経営悪化で実現せず）[92]。

## 二次被害
被害救済を持ち掛けて「円天証書を額面、あるいはその数割の金額で買い取る」と手数料をだまし取る詐欺が横行した。被害者団体の弁護士の名前を使って信用させる手口が多く、同事件で200万円の被害に遭った女性が「被害回復会社」の社員を名乗る男に約1,000万円をだまし取られる事例もあった。
菱和イマジネーション
被害者に手紙を送付してエル・アンド・ジーが会社更生法により吸収合併したと説明し、新たな出資を募った。
関連団体を名乗る詐欺
エル・アンド・ジー被害対策弁護団、証券会社、被害回復のための法人（例：JGI、日本ゼネラルマネージメント、SPC証券等）、NPO法人、破産管財人のボランティアのほか、弁護団弁護士を騙る者など。
主な業者名
SPD証券、明光証券、ネクストジャパン証券、株式会社エージェント、スリーエム、エンゼルハート、エージーパーク、エージーパートナー、SRC調査センターのほか弁護団弁護士、元弁護団弁護士の実名。
波による弁護団業務の妨害
波が自らのブログで以下の書込みを行った。
弁護団を後3日で解散する事となりました。つきましては着手金の返還を一部受け付けます。本日24日、70%、25日50%、26日30%。尚返金処理に際し別途2万円をお振込みください。
振込先は弁護団が管理する口座であるため詐欺には該当しないが「偽計による業務妨害に該当する可能性」が高いと弁護団は説明している。